# Keyshia Cole
Keyshia Cole, właściwie Keyshia Michelle Cole (ur. 15 października 1981 w Oakland w stanie Kalifornia) – amerykańska wokalistka R&B i autorka tekstów nominowana do Grammy. Jej debiutancki album The Way It Is wydany w 2005 roku został zatwierdzony jako platyna. Natomiast w 2007 wydała swoją drugą płytę Just Like You. W Polsce znana jest szczególnie z piosenek „Last Night” z udziałem P. Diddy oraz „Give It Up to Me” z Sean Paul.
Pod koniec października 2007 roku wzięła udział w telewizyjnej gali stacji VH1, Hip Hop Honors 2007.

## Życiorys

### Młodość
Biologiczna matka Keyshy jest czarnoskórą Amerykanką a ojciec Włochem. Ponieważ jej matka była uzależniona od narkotyków, została zabrana rodzicom kiedy miała 2 lata. Keyshia mając 5 lat została adoptowana przez Yvonne Cole. Dorastała w Oakland.
Jej brat Sean Cole i Tupac Shakur byli bliskimi przyjaciółmi. Sean występował pod pseudonimem „Nutt-So”. Zanim 2pac zmarł nagrali razem wiele kawałków.
Keyshia zaczęła nagrywać w wieku 12 lat, we współpracy z MC Hammerem. Na początku lat '90 pojawiła się na krążku, u boku artystów z San Francisco Bay Area takich jak Tony! Toni! Toné!, D’Wayne Wigginsa oraz Messy Marva.
Jej chłopak inspirował ją, by dalej rozwijała swoją muzyczną karierę. Mając 16 lat przyłapała go na zdradzie. Opuściła wtedy Bay Area mając przy sobie jedynie wynajęty samochód i 200 dolarów. Przeniosła się do Los Angeles. Kilka miesięcy po ucieczce, zwróciła uwagę wytwórni A&M. Niedługo potem Keyshia zaczęła nagrywać swój pierwszy album. W 2004 roku nagrała swój pierwszy singiel „Never” z soundtracku Barbershop 2: Back in Business razem z Eve.

### Życie prywatne
W maju 2009 roku Cole zaczęła spotykać się z byłym graczem NBA, Danielem Gibsonem. Zaręczyli się 1 stycznia 2010 roku. 2 marca 2010 roku powitali na świecie swoje pierwsze dziecko, Daniela Hirama Gibsona, Jr. Pobrali się 21 maja 2011 roku. W kwietniu 2017 r. Cole ogłosiła, że ona i Gibson się rozwiedli. 3 maja 2019 r. Cole ogłosiła za pośrednictwem swojego Instagrama, że spodziewa się drugiego dziecka, od swojego chłopaka Niko Khale. Cole powitała swoje drugie dziecko, chłopca, 1 sierpnia 2019 r.
W maju 2016 r. poznała swojego biologicznego ojca, Virgila Huntera, który jest znanym trenerem boksu.

## Dyskografia
- 2005: The Way It Is
- 2007: Just Like You
- 2008: A Different Me
- 2010: Calling All Hearts
- 2012: Woman To Woman
- 2014: Point Of No Return
- 2015: Don’t Waste My Time
- 2017: 11:11 Reset
- 2021: I Don’t Wanna Be In Love